# 1121 هـ
1121 هـ هي سنة في التقويم الهجري امتدت مقابلةً في التقويم الميلادي بين سنتي 1709 و1710.

## مواليد
- شيخ العرب همام

## وفيات
- سليمان الماحوزي